# Liolaemus thermarum
Espèce
Liolaemus thermarum est une espèce de sauriens de la famille des Liolaemidae.

## Répartition
Cette espèce est endémique de la Province de Mendoza en Argentine. Elle se rencontre entre 2 400 et 2 500 m d'altitude.

## Publication originale
- Videla & Cei, 1996 : A new peculiar Liolaemus species of the "chiliensis" phyletic group from the volcanic cordilleran landscapes of southern Mendoza province, Argentina (Iguania, Lacertilia, Reptilia). Museo Regionale Di Scienze Naturali Bollettino (Torino), vol. 14, p. 505-516.